# Snuffbox Immanence
Snuffbox Immanence es el cuarto álbum de estudio de la banda japonesa Ghost. Fue lanzado el 20 de abril de 1999 por Drag City. La banda también lanzó el álbum Tune In, Turn On, Free Tibet el mismo día.
El álbum presenta una reversión de la canción "Live With Me" de The Rolling Stones.

## Lista de canciones
Todas las canciones fueron escritas por Masaki Batoh excepto donde se indica.
1. "Regenesis"
2. "Live with Me" (Jagger, Richards)
3. "Soma"
4. "Daggma"
5. "Snuffbox Immanence"
6. "Obiit 1961"
7. "Tempera Tune"
8. "Fukeiga"
9. "Sad Shakers"
10. "Hanmiyau"

- Datos: Q7548829